# 지옥의 반담
《지옥의 반담》(Death Warrant)은 미국에서 제작된 데란 사라피안 감독의 1990년 액션, 드라마 영화이다. 장 끌로드 반담 등이 주연으로 출연하였고 마크 디설 등이 제작에 참여하였다.

## 출연

### 주연
- 장 끌로드 반담
- 로버트 귈럼
- 신시아 깁

### 조연
- 조지 디커슨
- 아트 라플러
- 패트릭 킬패트릭
- 조슈아 존 밀러
- 행크 스톤
- 조지 제네스키
- 잭 배넌
- 압둘 살람 엘 라잭
- 아민 쉬머만

## 기타
- 협력프로듀서: 앤드류 G. 라 마르카
- 미술: 커티스 A. 슈넬
- 의상: 조셉 A. 포로

## 제작
이 영화의 원래 제목은 Dusted였다. 데이비드 S. 고이어가 쓴 2번째 대본이자 그가 판매한 첫 번째 대본이다.
촬영은 1989년 8월 시작되었다.